# Donnie Fatso
"Donnie Fatso" (em português Donnie Bolasco) é o nono episódio da 22ª Temporada de Os Simpsons. Ele foi ao ar nos Estados Unidos no canal da FOX, no dia 12 de Dezembro de 2010. Nesse episódio, a virada do ano em Springfield, leva Homer para a cadeia. Para valer a pena, um investigador do FBI (dublado pelo convidado especial, Jon Hamm) pede que Homer se infiltre na máfia de Tony Gordo. Esse episódio teve 7.31 milhões de telespectadores.

## Enredo
É a virada do ano em Springfield, e como sempre, após a virada do ano, a cidade fica uma bagunça, e os cidadãos de ressaca. Quando vai botar o lixo na rua, Homer recebe uma multa, mas ele amassa ela. Então, é aplicada uma segunda multa, e uma terceira, e várias outras. Homer pede ajuda à Moe para pagar as multas, e Moe sugere que ele suborne um funcionário. Quando vai subornar o funcionário, Homer é preso. Quando Homer é levado para a penitenciária, o Chefe Wiggum diz que só há um jeito de amenizar o sofrimento: Trabalhar para o FBI. Um investigador do FBI oferece um trabalho a Homer: se disfarçar para se infiltrar na máfia de Tony Gordo.
Quando Homer finalmente se infiltra na máfia, a princípio Homer se torna próximo de Tony Gordo. Tony então decide testar Homer: fazer Homer queimar o Bar do Moe. Coincidentemente, quando Homer vai incendiar o bar do Moe, o bar já pega fogo. Então, Homer "entra para a família". Em um período em que Tony estava recebendo armas internacionais, Homer mostra isso para o FBI, mas acaba sendo descoberto por Tony. Ao descobrir isso, Tony Gordo morre de um Ataque cardíaco. Muito triste, Homer vai a sua cova, e joga o seu disfarce nela. De repente, o primo de Tony Gordo, Tony Magro, sequestra Homer. Tony Magro ensina uma lição para Homer, e então ele assume o controle da máfia. Tony Magro começa a comer muito, e se torna idêntico à Tony Gordo, assumindo a máfia de Springfield.

## Produção

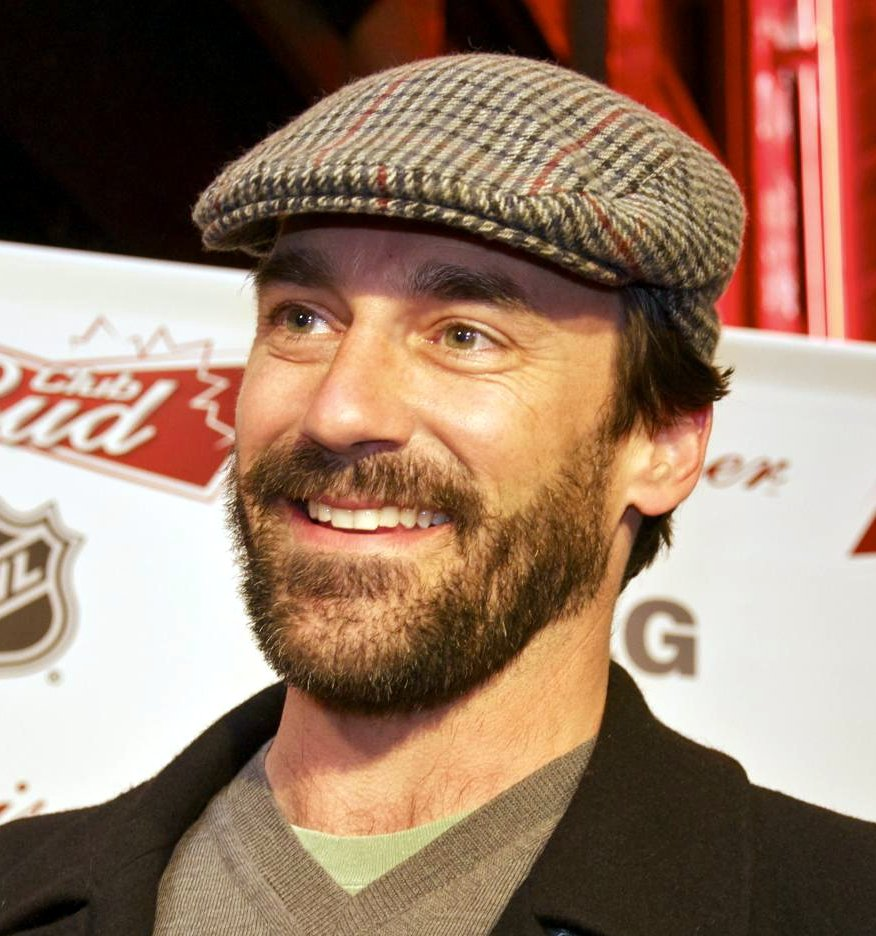
Jon Hamm nas olimpíadas de Vancouver em 2010.

O Episódio foi escrito por Chris Cluess e dirigido por Ralph Sosa.[carece de fontes?] Joe Mantegna atou no episódio como Tony Gordo, e seu primo Tony Magro. Jon Hamm, de Mad Men, atuou no episódio como um investigador do FBI e comentou sobre sua atuação no episódio. 
Eu fui um fã desde o começo... Eu fiz o Bartman. Eu tenho todos os álbuns e muitos DVDS, então eu fui um fã por muito tempo.Original (em inglês): I've been a fan from the very beginning ... I have done the Bartman. I have all of the albums and many of the DVDs, so I've been a big fan for a long time.— Jon Hamm Zap2it (em inglês)
 O título do episódio é uma paródia a Donnie Brasco e Donnie Darko.

## Recepção
Esse episódio teve 7.31 milhões de telespectadores na sua exibição original. Nessa mesma noite, a FOX ficou em terceiro lugar entre os canais mais assistidos, e o quarto entre os adultos entre 18 de 19 anos.